# Assassinato de Kayleigh Haywood
O assassinato de Kayleigh Haywood, uma menina de 15 anos de Measham, Leicestershire, ocorreu em novembro de 2015, após aliciamento online de Luke Harlow, um homem de 27 anos que a contatou no site de rede social Facebook .
Harlow e Kayleigh trocaram 2.643 mensagens de texto após um contato inicial no Facebook. Duas semanas após o primeiro contato, Kayleigh concordou em se encontrar com Harlow em sua casa em Ibstock, Leicestershire, em 13 de novembro de 2015. Após o encontro, Harlow forneceu a Kayleigh grandes quantidades de álcool e tocou-a sexualmente. Ele então informou ao seu vizinho, Stephen Beadman, de 29 anos, que tinha um “pássaro” em sua casa.
Beadman estuprou Kayleigh enquanto ela estava bêbada, antes de espancá-la até a morte com um tijolo.  Ela foi dada como desaparecida e uma busca foi realizada para encontrá-la.  Seu corpo foi encontrado cinco dias depois na vegetação rasteira à beira do lago, perto de Ibstock. Em 24 de novembro de 2015, um inquérito descobriu que Kayleigh Haywood havia morrido em consequência de ferimentos na cabeça e no rosto, e seu corpo teve que ser identificado por registros dentários. Um exame post-mortem também confirmou que ela havia sido estuprada. 
Em 20 de novembro de 2015, logo após ser preso em conexão com o desaparecimento e, finalmente, o assassinato de Kayleigh Haywood, a Polícia de Leicestershire anunciou que Stephen Beadman havia sido acusado de estupro e assassinato, e que Luke Harlow havia sido acusado de aliciamento e duas acusações de ter atividade sexual com uma criança. Ambos foram mantidos sob custódia para aguardar julgamento. 
Beadman admitiu o assassinato de Kayleigh Haywood em 5 de abril de 2016, enquanto Harlow admitiu as acusações de aliciamento e atividade sexual, mas negou a acusação de cárcere privado, o que significa que ele enfrentaria um julgamento no Tribunal da Coroa por essa acusação, enquanto a sentença de Beadman seria adiada até após. Harlow foi considerado culpado dessa acusação em 28 de julho de 2016, com sua sentença e a de Beadman sendo ouvidas em 1º de julho de 2016.  Harlow foi condenado a 12 anos de prisão, enquanto Beadman recebeu pena de prisão perpétua com pena mínima de 35 anos, tornando-o inelegível para liberdade condicional até 2050.  Descobriu-se que Harlow havia preparado outras duas garotas online, de 13 e 15 anos, ambas acreditando que ele era seu namorado.
A preparação e assassinato de Kayleigh Haywood resultou em Kayleigh's Love Story, um filme produzido pela Leicestershire Police e Affixxius Films que foi exibido para crianças em idade escolar em Leicestershire e Rutland. Um segundo documentário foi exibido no Canal 5, intitulado Murder on the Internet . 
Stephen Beadman cometeu suicídio na prisão, após ser intimidado por um colega presidiário, em 8 de abril de 2021.  